# Encadenadament teva
Encadenadament teva (títol original: The Linguini incident) és una pel·lícula estatunidenca de Richard Shepard dirigida l'any 1991. Ha estat doblada al català. Comèdia de tints romàntics que es desenvolupa a Nova York i il·lustra com diversos personatges intenten escapar a la rutina de la gran ciutat.

## Argument
Lucy i Monte, dos empleats d'un restaurant, descontents, es posen d'acord per robar els seus patrons...

## Repartiment
- Rosanna Arquette: Lucy
- David Bowie: Monte
- Eszter Balint: Vivian
- André Gregory: Dante
- Buck Henry: Cecil
- Viveca Lindfors: Miracle
- Iman: Dali Guest
- Maura Tierney: Cecelia
- Marlee Matlin: Jeanette
- Lewis Arquette: Lewis Joe
- Andrea King: Charlotte

## Crítica
Els critiques del film van ser majoritàriament negatives. Empire Magazine ha donat al film una estrella sobre cinc, qualificant-la de "fallada insuportablement llarga". Variety Magazine ha definit el film com "una producció sense inspiració, pobra" i ha lamentat que Bowie tingués el paper principal. La critica del New York Times és positiva i aprova el càsting del film. TV Guide ha donat al film dues estrelles sobre cinc.